# Byplanvejens Skole
Byplanvejens skole ligger i Aalborgs sydøstlige del. Skolen har 447 elever fordelt på 2 spor. Heraf er ca. 25% tosprogede og 32 elever er indskrevet i specialklasser.
Skolen ligger ud til de to ret trafikerede veje Gugvej og Byplanvej, som er forbindelsesveje fra Gug-området til Aalborg. Langs vejene er der etableret fortov og cykelsti af hensyn til børnenes trygge færdsel. Bus 15 Aalborg har stoppested ved skolen.
Skolen blev opført i slutningen af 1960-erne og er et tidstypisk pavillonbyggeri bestående af et hovedhus med fællesfaciliteter og fem omkringliggende pavilloner, der huser klasselokalerne og DUS. Klasselokalerne ligger omkring et fælles rum. Endvidere har skolen også adgang til en idrætshal.

## Kendte elever
- Mette Frederiksen (1983-1993)[4]